# Trichomalopsis shirakii
Trichomalopsis shirakii är en stekelart som beskrevs av Crawford 1913. Trichomalopsis shirakii ingår i släktet Trichomalopsis och familjen puppglanssteklar.
Artens utbredningsområde är Taiwan. Inga underarter finns listade i Catalogue of Life.